# Fannia kikowensis
Fannia kikowensis är en tvåvingeart som beskrevs av Ouchi 1938. Fannia kikowensis ingår i släktet Fannia och familjen takdansflugor. Inga underarter finns listade i Catalogue of Life.